# Jarosława Jóźwiakowská
Jarosława Jóźwiakowska-Bieda (* 20. ledna 1937 Poznaň, Velkopolské vojvodství) je bývalá polská atletka, jejíž specializací byl skok do výšky.
V roce 1959 vybojovala na první světové letní univerziádě v Turíně bronzovou medaili . O rok později získala společně s Dorothy Shirleyovou ze Spojeného království na letních olympijských hrách v Římě stříbrnou medaili.
Na následující letní olympiádě v Tokiu v roce 1964 skončila ve finále na desátém místě. Na mistrovství Evropy v Budapešti 1966 získala za výkon 171 cm bronzovou medaili. Stejnou výšku zde překonala také československá výškařka Mária Faithová, která však vinou horšího technického zápisu skončila na čtvrtém místě.